# Centre Virtuel de la Connaissance sur l'Europe
El Centre virtuel de la connaissance sur l'Europe (CVCE) és un centre de recerca i de documentació interdisciplinària sobre el procés d'integració europea.
El lema de la CVCE és : « Knowing the past to build the future » (« Conèixer el passat per a construir el futur»).
La seu del centre és al castell de Sanem situat al sud del Gran Ducat de Luxemburg.

## Estatut
El CVCE és un establiment públic luxemburguès creat per la llei del 7 d'agost de 2002, a través de la qual es crea el Centre virtuel de la connaissance sur l'Europe. Com a tal, el centre compta amb personalitat jurídica i gaudeix d'autonomia administrativa i financera. D'altra banda, el CVCE, a més del finançament dels programes nacionals i europeus, és finançat pels experts amb què compta, així com per donants.

## Recerques

### Estudis europeus
El procés d'integració europea és l'eix de la investigació del departament European Integration Studies (EIS). Les quatre àrees analitzades en l'estudi de l'EIS són: les organitzacions europees; els Estats europeus i la construcció europea; les personalitats europees; i les idees, valors i identitats.
Com a part d'aquest departament, el CVCE publica fonts primàries i dossiers d'anàlisi. Finalment l'EIS té quatre projectes de recerca :
- « Pierre Werner i Europa » : aquest projecte implica l'obra i el pensament europeista de Pierre Werner. La primera etapa del projecte és el pla Werner. El projecte d'investigació també se centra en els passos que van portar a l'actual Unió Econòmica i Monetària.
- « Espanya i la Construcció Europea »
- « Initiative and Constraint in the Mapping of Evolving European Borders (ICMEEB) »
- « Història oral de la construcció europea »

### Digital Humanities Lab
Aquest laboratori d'humanitats digitals s'encarrega d'integrar, conservar, indexar, estructurar i enriquir les dades relatives a la construcció europea.